# Luzia Ebnöther
Luzia Ebnöther (* 19. Oktober 1971 in Zürich) ist eine ehemalige Schweizer Curlerin. 

## Karriere
Luzia Ebnöther begann mit 13 Jahren zu Curlen und wuchs schnell in die Rolle des Skips hinein. Ebnöther nahm als Skip an insgesamt drei Curling-Europameisterschaften teil: 1999, 2001 und 2003. Dabei gewann sie 1999 und 2001 die Bronzemedaille und 2003 die Silbermedaille. Bei der Curling-Weltmeisterschaft spielte Ebnöther 1999, 2000 und 2004 als Skip des Schweizer Teams und gewann 2000 die Silbermedaille sowie 2004 die Bronzemedaille. Ebenfalls als Skip nahm Ebnöther an den Olympischen Winterspielen 2002 in Salt Lake City teil. Die Mannschaft gewann die Silbermedaille.
Nach mehreren Niederlagen gegen Mirjam Ott bei Schweizer Meisterschaften und EM-Qualifikationen beendete Ebnöther 2008 ihre Spitzensport-Karriere. Seit den Olympischen Spielen 2006 ist sie als Co-Kommentatorin bei Curling-Übertragungen des Schweizer Fernsehens tätig, an der Seite von Bernard Thurnheer. In der Saison 2012 war sie Coach bei Basel Regio, damals von Skip Manuela Siegrist angeführt, Alina Pätz war ebenfalls Teil des Teams. Im 2013 war sie Coach beim Curling Team Baden Regio um Skip Alina Pätz mit denen sie das ambitionierte Ziel einer Teilnahme an den Olympischen Spielen in Südkorea verfolgte.